# Pàmfil (filòsof)
Pàmfil  (en llatí Pamphilus, en grec antic Πάμφιλος) fou un escriptor i filòsof grec nadiu d'Amfípolis, Sició o Nicòpolis, de renom Φιλοπράγματος (Filoprágmatos").
Va escriure, segons es diu a Suides: 
- εἰκόνες κατὰ στοιχει̂ον
- τέχνη γραμματική
- περὶ γραφικη̂ς καὶ ζωγράφων ἐνδόξων
- γεωργικὰ βιβλία

De la darrera obra hi ha alguns fragments a la Geoponica de Cassià Bas. Com que Suides diu que fou nadiu d'Amfípolis o Sició s'ha suposat que podria ser el mateix que el gran pintor Pàmfil d'Amfípolis, que era nadiu d'Amfípolis i de l'escola de pintura de Sició. També s'ha suposat que seria el mateix que Pàmfil de Nicòpolis, considerat un metge, que va escriure una obra sobre plantes (περὶ βοτανω̂ν) poc apreciada per Galè, que diu que era un gramàtic i no un metge, i que mai havia vist les plantes sobre les que escrivia (Galenus, περὶ τη̂ς τω̂ν ἁπλω̂ν φαρμάκων δυνάμεως, pp. 67 i següents); d'aquest llibre hi ha fragments a la Geoponica, on s'esmenta una altra obra de Pàmfil (Περὶ φυσικω̂ν. Aquest darrer autor hauria viscut vers el segle i o poc abans, ja que l'obra va ser copiada per Dioscòrides.